# Милутовац
Милутовац је насеље у Србији у општини Трстеник у Расинском округу. Милутовац има 480 домаћинстава. Према попису из 2022. године било је 1181 становника (према попису из 1991. било је 2219 становника).

## Историја
До Другог српског устанка Милутовац се налазио у саставу Османског царства. Након Другог српског устанка Милутовац улази у састав Кнежевине Србије и административно је припадао Јагодинској нахији и Левачкој кнежини све до 1834. године када је Србија подељена на сердарства.
Цркву је осветио патријарх Варнава, 30. августа 1931.

## Демографија
У насељу Милутовац живи 1619 пунолетних становника, а просечна старост становништва износи 45,8 година (43,4 код мушкараца и 48,0 код жена). У насељу има 539 домаћинстава, а просечан број чланова по домаћинству је 3,56.
Ово насеље је великим делом насељено Србима (према попису из 2002. године), а у последња три пописа, примећен је пад у броју становника.
|  |

| Демографија | Демографија | Демографија |
| Година      | Становника  | Становника  |
| ----------- | ----------- | ----------- |
| 1948.       | 2.353       |             |
| 1953.       | 2.469       |             |
| 1961.       | 2.494       |             |
| 1971.       | 2.429       |             |
| 1981.       | 2.385       |             |
| 1991.       | 2.219       | 2.210       |
| 2002.       | 1.917       | 1.941       |

| Етнички састав према попису из 2002.‍ | Етнички састав према попису из 2002.‍ | Етнички састав према попису из 2002.‍ | Етнички састав према попису из 2002.‍ | Етнички састав према попису из 2002.‍ |
| ------------------------------------ | ------------------------------------ | ------------------------------------ | ------------------------------------ | ------------------------------------ |
|                                      |                                      |                                      |                                      |                                      |
| Срби                                 | Срби                                 |                                      | 1.897                                | 98,95%                               |
| Црногорци                            | Црногорци                            |                                      | 3                                    | 0,15%                                |
| Бугари                               | Бугари                               |                                      | 3                                    | 0,15%                                |
| Хрвати                               | Хрвати                               |                                      | 1                                    | 0,05%                                |
| Румуни                               | Румуни                               |                                      | 1                                    | 0,05%                                |
| Македонци                            | Македонци                            |                                      | 1                                    | 0,05%                                |
| непознато                            | непознато                            |                                      | 6                                    | 0,31%                                |

| Милутовац у пописима Јагодинске нахије — од 1818. до 1829.                        |       |       |       |       |       |       |          |       |       |       |       |       |
| Година пописа                                                                     | 1818. | 1819. | 1820. | 1821. | 1822. | 1823. | 1824/25. | 1825. | 1826. | 1827. | 1828. | 1829. |
| Куће                                                                              | 82    | 84    | 61    | 61    | 64    | 64    | 64       | 61    | 65    | 64    | 63    | 66    |
| Пореске главе*                                                                    | -     | 98    | 70    | 70    | 71    | 47    | 73       | 67    | 65    | 64    | 69    | 70    |
| Арачке главе**                                                                    | 191   | 232   | 159   | 159   | 164   | 166   | 179      | 177   | 175   | 179   | 184   | 183   |
| *Пореске главе = Ожењени мушкарци \| ** Арачке главе = Мушкарци од 7 до 70 година |       |       |       |       |       |       |          |       |       |       |       |       |

| Година пописа     | 1948. | 1953. | 1961. | 1971. | 1981. | 1991. | 2002. |
| ----------------- | ----- | ----- | ----- | ----- | ----- | ----- | ----- |
| Број домаћинстава | 454   | 492   | 548   | 573   | 573   | 564   | 539   |

| Број чланова      | 1  | 2   | 3  | 4  | 5  | 6  | 7  | 8 | 9 | 10 и више | Просек |
| ----------------- | -- | --- | -- | -- | -- | -- | -- | - | - | --------- | ------ |
| Број домаћинстава | 88 | 120 | 75 | 89 | 65 | 51 | 40 | 7 | 1 | 3         | 3,56   |

| Пол    | Укупно | Неожењен/Неудата | Ожењен/Удата | Удовац/Удовица | Разведен/Разведена | Непознато |
| ------ | ------ | ---------------- | ------------ | -------------- | ------------------ | --------- |
| Мушки  | 802    | 189              | 551          | 41             | 21                 | 0         |
| Женски | 880    | 112              | 555          | 195            | 15                 | 3         |
| УКУПНО | 1.682  | 301              | 1.106        | 236            | 36                 | 3         |

| Пол    | Укупно                    | Пољопривреда, лов и шумарство | Рибарство                            | Вађење руде и камена | Прерађивачка индустрија       |
| ------ | ------------------------- | ----------------------------- | ------------------------------------ | -------------------- | ----------------------------- |
| Мушки  | 520                       | 347                           | 0                                    | 0                    | 89                            |
| Женски | 386                       | 291                           | 0                                    | 0                    | 37                            |
| УКУПНО | 906                       | 638                           | 0                                    | 0                    | 126                           |
| Пол    | Производња и снабдевање   | Грађевинарство                | Трговина                             | Хотели и ресторани   | Саобраћај, складиштење и везе |
| Мушки  | 8                         | 2                             | 22                                   | 5                    | 5                             |
| Женски | 1                         | 1                             | 11                                   | 7                    | 0                             |
| УКУПНО | 9                         | 3                             | 33                                   | 12                   | 5                             |
| Пол    | Финансијско посредовање   | Некретнине                    | Државна управа и одбрана             | Образовање           | Здравствени и социјални рад   |
| Мушки  | 2                         | 2                             | 3                                    | 18                   | 4                             |
| Женски | 2                         | 4                             | 0                                    | 14                   | 13                            |
| УКУПНО | 4                         | 6                             | 3                                    | 32                   | 17                            |
| Пол    | Остале услужне активности | Приватна домаћинства          | Екстериторијалне организације и тела | Непознато            | Непознато                     |
| Мушки  | 3                         | 0                             | 0                                    | 10                   | 10                            |
| Женски | 3                         | 0                             | 0                                    | 2                    | 2                             |
| УКУПНО | 6                         | 0                             | 0                                    | 12                   | 12                            |